# Европеана
Europeana — европейская цифровая библиотека, цель которой — обеспечить доступ к отсканированным страницам книг, отражающих различные аспекты европейской культуры. Проект официально стартовал 20 ноября 2008 года. На момент старта проекта было оцифровано 2 миллиона различных объектов культурного наследия Европы. К 2010 году, по заверениям разработчиков, эта цифра должна была достигнуть 6—10 миллионов, к 2015 — 15 миллионов. Сейчас доступна информация на французском, немецком и английском языках. В дальнейшем предполагается представить источники на всех европейских языках. По состоянию на 2008 год, наибольший вклад в создание библиотеки внесла Франция (50 % — оцифрованных данных), 10 % — Великобритания, 1,4 % — Испания, 1 % — Германия.
Из-за большого количества посетителей (10 миллионов в час) сайт стал недоступен в первый же день и закрылся до середины декабря 2008 года.